# Folusz (województwo podkarpackie)
Folusz (j. łemkowski Фолюш) – wieś w Polsce położona w województwie podkarpackim, w powiecie jasielskim, w gminie Dębowiec.

## Historia
Folusz został założony w XVI wieku przez Mniszchów. W 1939 roku wieś składała się z ponad 100 gospodarstw. Po zakończeniu II wojny światowej w Akcji Wisła, cała ludność łemkowska została wysiedlona.
W latach 1975–1998 miejscowość administracyjnie należała do województwa krośnieńskiego.
Miejscowość jest siedzibą parafii Najświętszego Serca Pana Jezusa, należącej do dekanatu Dębowiec, diecezji rzeszowskiej.
Folusz leży na obrzeżu Magurskiego Parku Narodowego, niedaleko drogi wojewódzkiej nr 993 Gorlice–Dukla.
Na terenie wsi znajduje się ośrodek wczasowy, prowadzony przez powiat Dom Pomocy Społecznej, kopalnia ropy naftowej „Folusz” oraz Park Rekreacji i Edukacji Ekologicznej im. Stanisława Zająca (otwarty 15 listopada 2010).

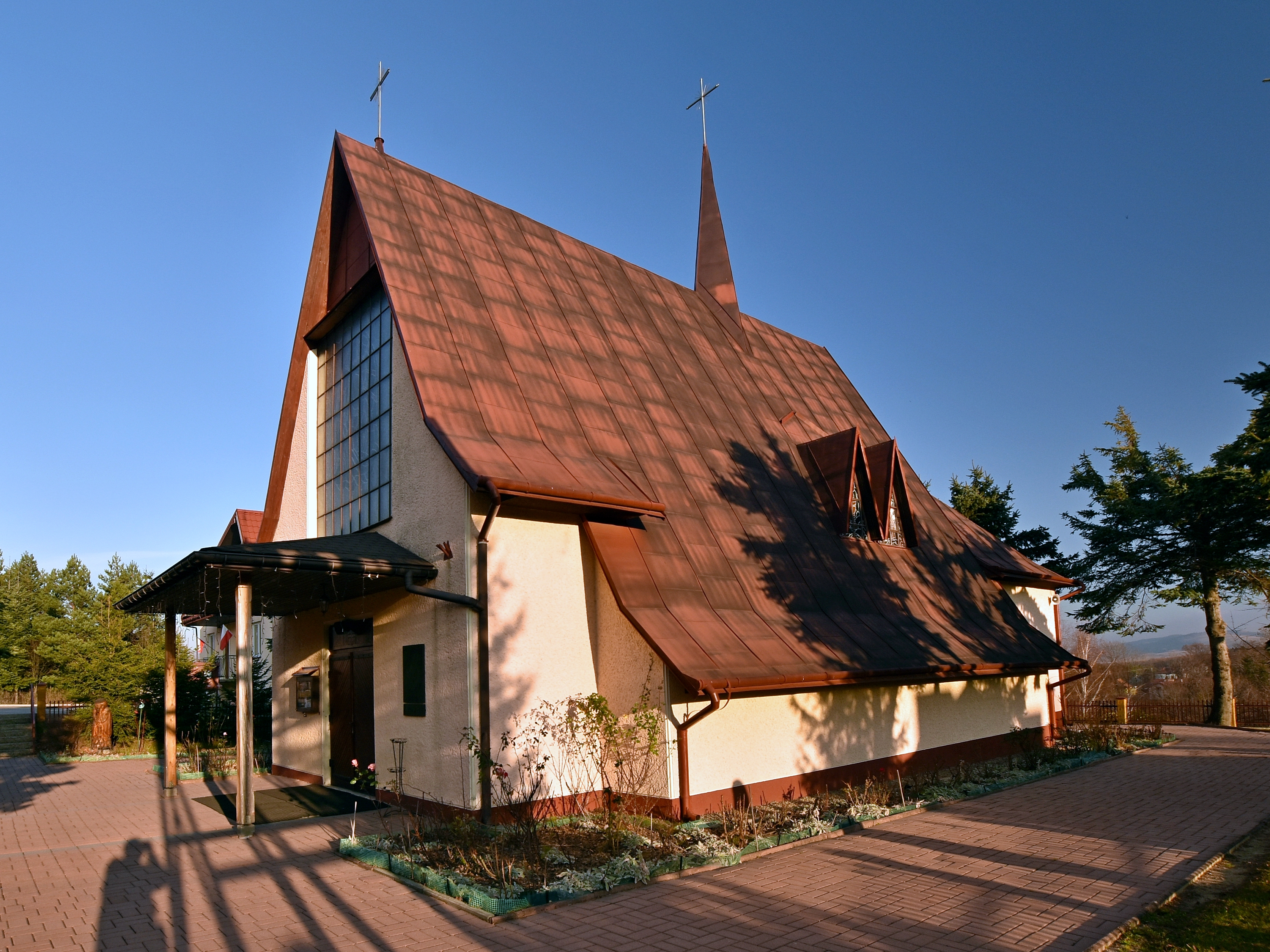
Kościół parafialny
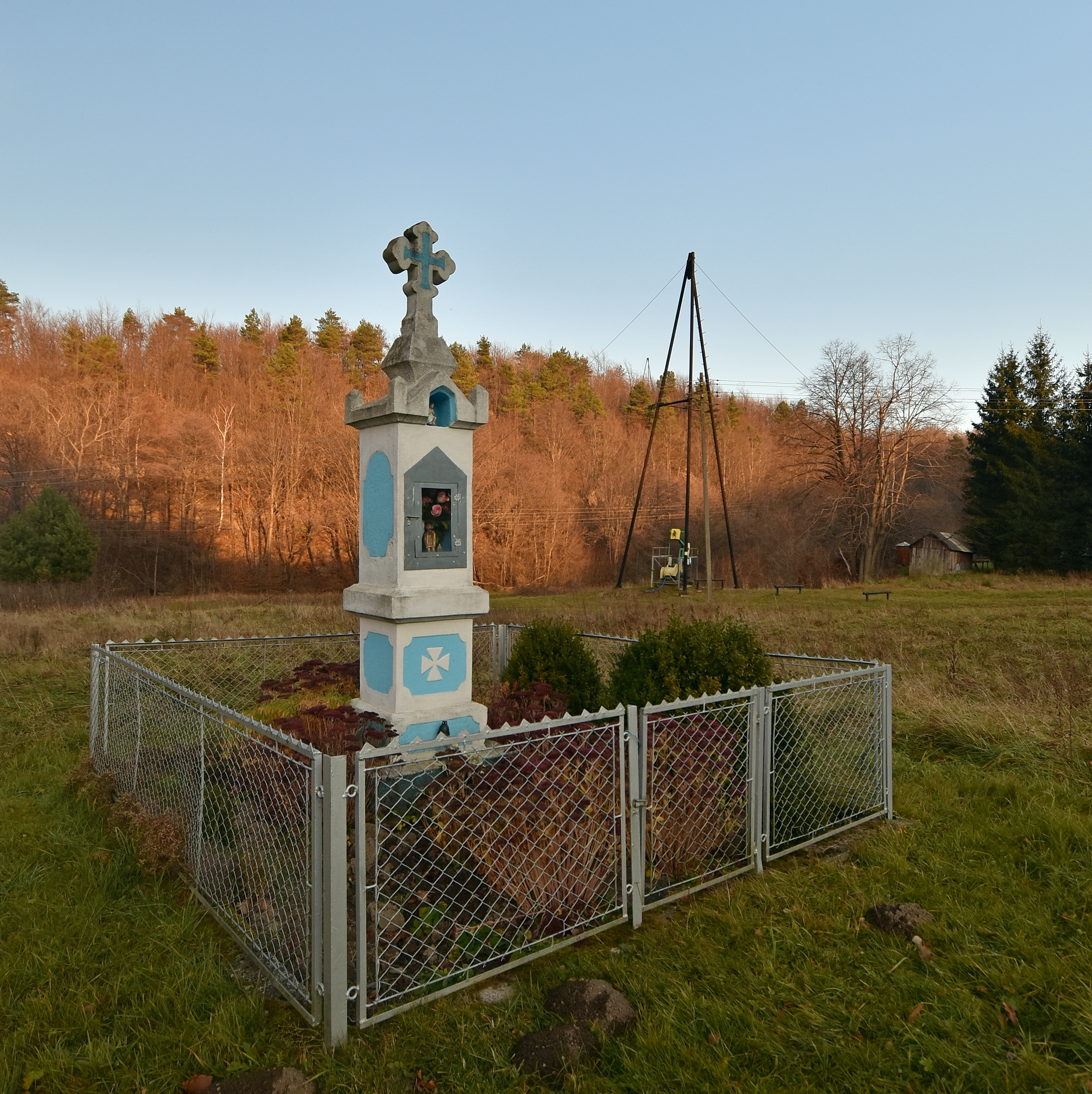
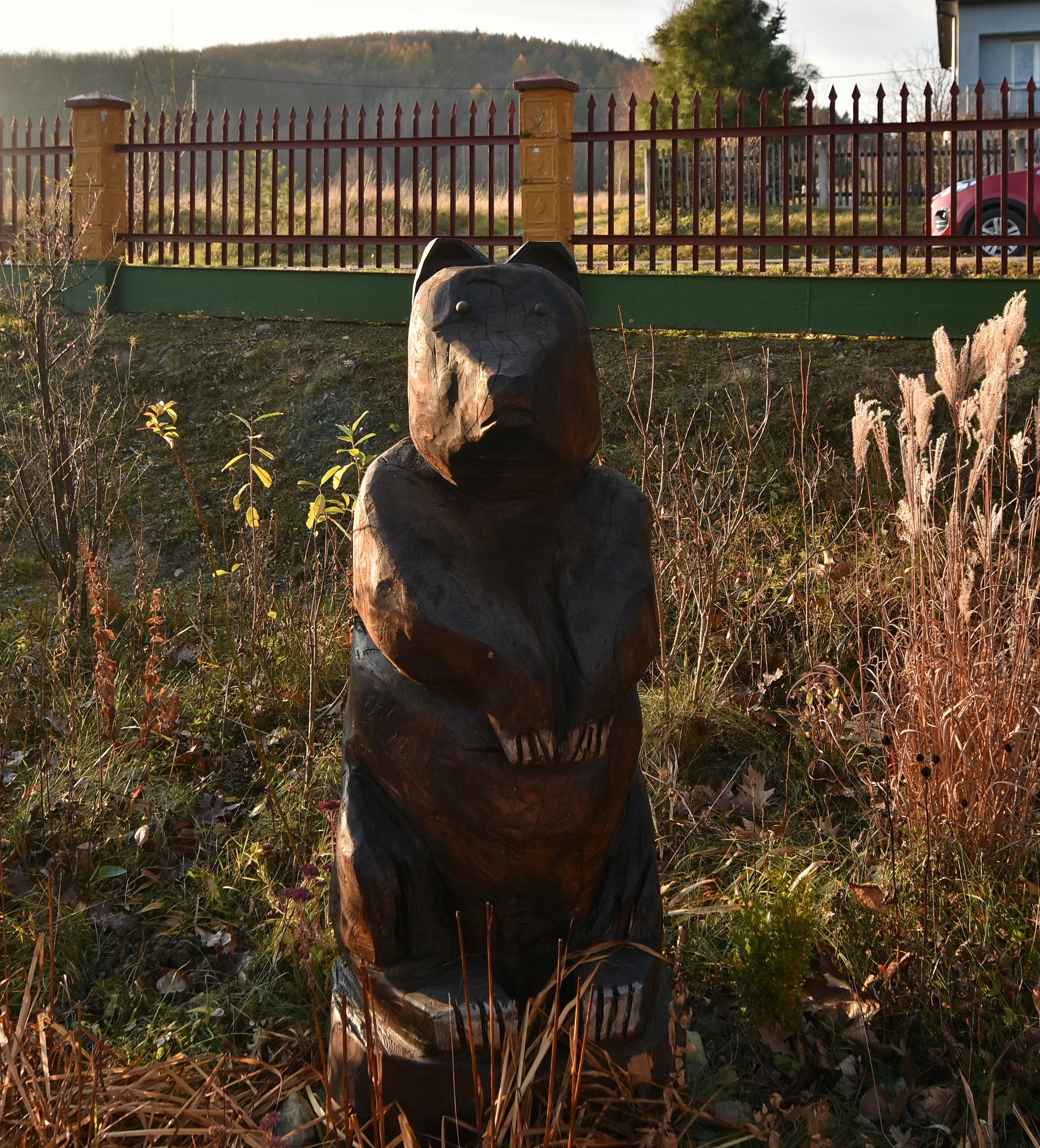

## Atrakcje turystyczne
- Diabli Kamień – pomnik przyrody – grupa skał, wychodnia piaskowca magurskiego. Prowadzi do niego szlak dojściowy czarny (ok. 25–30 min.).
- Wodospad Magurski – kilkumetrowej wysokości próg skalny tworzy jeden z nieczęsto spotykanych w tej części Beskidów wodospad. Można do niego dojść idąc zielonym szlakiem turystycznym w kierunku Mrukowej, a następnie zielonym szlakiem dojściowym (ok. 20 min.).
- Łowisko pstrągów – przy szlaku czarnym w kierunku Diablego Kamienia.
- Transgraniczny Szlak Naftowy – który łączy ze sobą miejsca związane z narodzinami i historią przemysłu naftowego;  w Foluszu znajduje się kopalnia nafty i gazu ziemnego oraz stare urządzenia wydobywcze[8].

## Szlaki piesze
- Górski szlak turystyczny (żółty): Folusz – Magura Wątkowska (846 m n.p.m.) – Bartne – Banica – Wołowiec – Nieznajowa – Radocyna – Konieczna – Przełęcz Dujawa (547 m n.p.m.)[9][10].
- Górski szlak turystyczny (zielony): Gorlice – Wapienne – Ferdel (648 m n.p.m.) – Barwinok (670 m n.p.m.) – Kornuty (830 m n.p.m.) – Magura Wątkowska (846 m n.p.m.) – Folusz – Mrukowa – Nowy Żmigród – Krempna – Ożenna[10], z odgałęzieniem z Folusza szlakiem dojściowym na Wodospad Magurski, a także z odgałęzieniem  zieloną ścieżką przyrodniczą odchodzącą od głównego szlaku do Rezerwatu przyrody Kornuty i Jaskini Mrocznej[9].
- Górski szlak turystyczny (czarny): Folusz – Barwinok (670 m n.p.m.) – Ferdel (648 m n.p.m.) – Wapienne[9][10], z odgałęzieniem z Folusza szlakiem dojściowym na Diabli Kamień[11].
- Niebieska ścieżka spacerowa opatrzona nazwą "Anielska ścieżka"[12].
- Niebieska ścieżka edukacyjna "Dolina Kłopotnicy" po Parku Rekreacji i Edukacji Ekologicznej im. Stanisława Zająca[13].
- Czerwona ścieżka edukacyjna "Folusz" prowadząca m.in. przez Diabli Kamień oraz Wodospad Magurski[14].

## Ludzie związani z wsią
10 października 1968 w Domu Pomocy Społecznej w Foluszu zmarł w wieku 73 lat słynny malarz prymitywista – Nikifor Krynicki (Epifaniusz Drowniak).